# Galassia peculiare

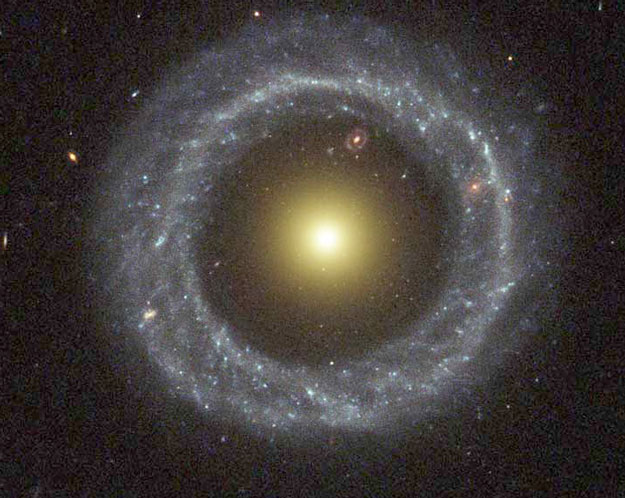
La galassia ad anello Oggetto di Hoag

Una galassia peculiare è una galassia che presenta una forma insolita, una dimensione eccezionale o una composizione diversa dalle altre galassie. Normalmente una galassia peculiare è il risultato di un fenomeno di interazione o forze mareali di altre galassie.  
Può contenere una quantità insolita di polvere interstellare e gas, e possedere una luminosità superficiale più o meno alta rispetto alle galassie o getti dipolari.  
Le galassie peculiari sono indicate con la sigla "pec" o la lettera "p" nei vari cataloghi di galassie.
Esempi di galassie peculiari sono le galassie irregolari, le galassie starburst e le galassie ad anello, che possiedono una struttura anulare di stelle e mezzo interstellare che circonda una barra centrale.